# چاینا اس‌سی‌ئی
چاینا اس‌سی‌ئی (انگلیسی: China SCE) شرکت املاک چینی است، که در سال ۱۹۹۵ تأسیس شد.